# Vincenz Hlawaczek von Küstenwehr

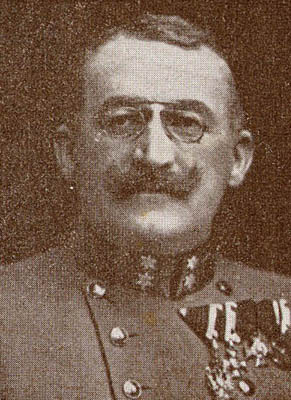
Vincenz Hlawaczek von Küstenwehr

Vincenz Hlawaczek von Küstenwehr, auch Vincenz Hlaváček von Küstenwehr (* 6. Juli 1854 in Chrudim; † 12. Juli 1926 in Wien) war ein österreichischer Feldmarschall-Leutnant böhmischer (tschechischer) Herkunft.

## Leben
Vincenz Hlawaczek stammte aus einer Prager Bürgerfamilie. Im Jahre 1913 wurde er zum Generalmajor befördert. Er diente als Kommandant der 4. Festungsartilleriebrigade in der istrischen Hafenstadt Pola. Schon 1915 erhielt Hlawaczek den Rang eines Feldmarschallleutnants, kurz danach wurde er mit dem Titel von Küstenwehr in den Adelsstand übernommen. Nach dem Zerfall der Monarchie wurde er 1919 pensioniert und lebte bis zu seinem Tod in Wien. Sein Stammtisch befand sich im Wiener Cafe Erzherzog Johann. Mitglieder seiner Familie leben heute in Österreich und in Tschechien.